# 2011-es IndyCar Series szezon
A 2011-es IZOD IndyCar Series szezon volt a tizenhatodik szezonja az IndyCar Series-nek és századik szezonja az Amerikai nyíltkerekes versenyzésnek. A 95. indianapolisi 500-at május 29-én, vasárnap rendezték meg. Ez volt az utolsó szezon amelyben még versenyzett a Dallara IR-05 típusú autó. A győztes Dario Franchitti lett, tizennyolc ponttal megelőzve Will Powert. Az utolsó, Las Vegas-i versenyt egy halálos kimenetelű tömegbaleset miatt törölték. A verseny tizenkettedik körében tizenöt autó ütközött, a baleset után nem sokkal pedig életét vesztette a kétszeres Indy 500-győztes brit Dan Wheldon.
Ez volt a Dallara IR 05-ös kasztnik utolsó szezonja.

## Újdonságok
- A 95. indianapolisi 500-on lesz a száz éve, hogy megrendezték az első indianapolisi 500-at 1911-ben. Ez az utolsó szezonja a jelenleg használatos Dallara karosszériának, amelyet már 2003 óta használnak. 2012-től a Dallara biztonsági cellájára épülő kasztnikat fognak használni.
- A széria neve hivatalosan is megváltozik Indy Racing League-ről IndyCar-ra.
- A Pace Car-t követő újraindításnál ezentúl csak a célegyenes után lehet előzni.
- A pit lane helykiosztását az előző verseny időmérőjének eredménye fogja meghatározni, ez alól kivétel az évnyitó St. Petersburg-i futam, ahol a 2010-es pontállás alapján osztják ki, és az Indy 500, ahol mindenki kedvére választja ki a pit lane-t magának.

## 2011-es versenynaptár
| Forduló | Dátum             | Versenynév                                             | Pálya                          | Helyszín                | Időpont (Helyi idő) | Időpont (Magyar idő) | TV közvetítő |
| ------- | ----------------- | ------------------------------------------------------ | ------------------------------ | ----------------------- | ------------------- | -------------------- | ------------ |
| 1.      | Március 27.       | Honda Grand Prix of St. Petersburg                     | Streets of St. Petersburg      | St. Petersburg, Florida | 12:30               | 18:30                | ABC          |
| 2.      | Április 10.       | Honda Indy Grand Prix of Alabama                       | Barber Motorsports Park        | Birmingham, Alabama     | 15:00               | 22:00                | Versus       |
| 3.      | Április 17.       | Toyota Grand Prix of Long Beach                        | Streets of Long Beach          | Long Beach, Kalifornia  | 13:30               | 22:30                | Versus       |
| 4.      | Május 1. Május 2. | Itaipava São Paulo Indy 300 presented by Nestlé        | Streets of São Paulo           | São Paulo, Brazília     | 14:00 8:00          | 10:00 14:00          | Versus       |
| 5.      | Május 29.         | 95. indianapolisi 500 mérföldes verseny                | Indianapolis Motor Speedway    | Speedway, Indiana       | 12:00               | 18:00                | ABC          |
| 6.      | Június 11.        | Firestone Twin 275: Első verseny                       | Texas Motor Speedway           | Fort Worth, Texas       | 19:00               | 1:00                 | Versus       |
| 6.      | Június 11.        | Firestone Twin 275: Második verseny                    | Texas Motor Speedway           | Fort Worth, Texas       | 19:00               | 1:00                 | Versus       |
| 7.      | Június 19.        | The Milwaukee 225                                      | The Milwaukee Mile             | West Allis, Wisconsin   | 15:30               | 21:30                | ABC          |
| 8.      | Június 26.        | Iowa Corn Indy 250 Presented by Pioneer                | Iowa Speedway                  | Newton, Iowa            | 20:00               | 2:00                 | Versus       |
| 9.      | Július 10.        | Honda Indy Toronto                                     | Streets of Toronto             | Toronto, Kanada         | 14:00               | 20:00                | Versus       |
| 9.      | Július 24.        | Edmonton Indy                                          | Edmonton City Centre Airport   | Edmonton, Alberta       | 12:00               | 20:00                | Versus       |
| 11.     | Augusztus 7.      | Honda 200 at Mid-Ohio presented by Westfield Insurance | Mid-Ohio Sports Car Course     | Lexington, Ohio         | 14:00               | 20:00                | Versus       |
| 12.     | Augusztus 14.     | MoveThatBlock.com Indy 225                             | New Hampshire Motor Speedway   | Loudon, New Hampshire   | 15:30               | 21:30                | ABC          |
| 13.     | Augusztus 28.     | Indy Grand Prix of Sonoma                              | Infineon Raceway               | Sonoma, Kalifornia      | 14:00               | 23:00                | Versus       |
| 14.     | Szeptember 4.     | Baltimore Grand Prix                                   | Streets of Baltimore           | Baltimore, Maryland     | 14:00               | 20:00                | Versus       |
| 15.     | Szeptember 18.    | Indy Japan The Final                                   | Twin Ring Motegi (Road Course) | Motegi, Japán           | 11:00               | 2:00                 | Versus       |
| 16.     | Október 2.        | Kentucky Indy 300                                      | Kentucky Speedway              | Sparta, Kentucky        | 14:00               | 20:00                | Versus       |
| 17.     | Október 16.       | IZOD INDYCAR World Championships at Las Vegas          | Las Vegas Motor Speedway       | Las Vegas, Nevada       | 13:30               | 22:30                | ABC          |

- A São Paulo Indy 300-at május 2-ára halasztották a nagy esőzések miatt.
- A Japánban történt katasztrófa ellenére az Indy Japan 300-at megrendezik Motegiben, de az eddigiektől eltérően nem az oválpályán, hanem a Road Course pályán, mert az ovált nem sikerült még eléggé megjavítani.

## Versenynaptári változások

### Pályák szerződései
- A São Paulo Indy 300 2019-ig van szerződtetve az IndyCar-al.
- A Honda Grand Prix of St. Petersburg 2013-ig van szerződtetve de van még egy év opció.
- Iowa Speedway szerződése tavaly lett meghosszabbítva 2011-ig.
- Infineon Raceway szerződése 2011-ig érvényes.
- A Long Beach-i futam 2015-ig van szerződtetve további 5 év opcióval.
- Barber Motorsports Park szerződése 2012-ig érvényes.
- Mid Ohio szerződését 2011-ig meghosszabbították.
- Az Octane Racing Group, amely a Formula–1 illetve a NASCAR Montreal-i futamát is promotálja, három évre elvállalta az IndyCar Edmonton-i versenyének promotálását.

### Új/Visszatérő versenyek
- A Baltimore Grand Prix a 2011. augusztus 5–7-ei hétvégén debütál. A versenyt a 2.4 mérföldes belvárosban kialakított pályán rendezik meg. A szerződés 2015-ig érvényes.
- A New Hampshire Motor Speedway 2011. augusztus 14-én tér vissza az IndyCar-ba 13 év után, amit a NASCAR New Hampshire-i futamának idején jelentették be.
- A Milwaukee Mile újra versenyt rendez 2011-ben, ezt szeptember 30-án jelentették be. De jövőre a szokásokkal ellentétben nem az Indy 500 utáni első futam lesz, hanem csak Texas után lesz a Milwaukee futam.
- A szezonzáró versenyt Las Vegasban rendezik meg. Az IZOD IndyCar World Championship 5 millió dollárt kínál annak a NEM IndyCar-ban versenyző pilótának aki részt vesz és megnyeri a versenyt.

### Lehetséges versenyek
- A 2008-as egyesítés miatt kiesett Champ Car pályákat, név szerint a Mexikóit, a Road America-t és a Cleveland-i pályát szeretnék visszahozni. Bár Road America-val nehéz dolga lesz az IndyCar-nak mivel 2010. szeptember 10-vel a NASCAR-hoz tartozó ISC (International Speedway Corporation) felvásárolta ezzel megnehezítve az IndyCar dolgát.
- Az IndyCar vezérigazgatója Randy Bernard az Indianapolis Star-nak nyilatkozta, hogy az alábbi pályákon szeretne versenyt rendezni: Phoenix International Raceway, Las Vegas Motor Speedway, és a Milwaukee Mile. Tárgyalások folynak arról, hogy a Fontana-i Auto Club Speedway-en is lehessen ismét verseny.
- A Cleveland-i verseny megrendezését megvitatták, a versenyt úgy rendezték volna meg, hogy péntek este a reptéren kialakított ovális pályán lett volna egy verseny és vasárnap lett volna még egy verseny a Champ Car által használt változaton. 2011-ben, ha lesz elég szponzor akkor megrendezik a versenyt.
- Az IndyCar visszatér Houston-ba 2011-ben a Mi-Jack promotions támogatásával, ha szereznek főszponzort.
- A sorozat vezetősége vizsgálja annak lehetőségét, hogy a kínai Qingdao-ban rendezzenek utcai versenyt 2011-ben és 2012-től épített vagy ovál pályán rendeznének versenyt ugyanitt.
- A Detroit-i Belle Isle-ban Park-ban kialakított pályán szeretnének versenyt rendezni de nagy valószínűséggel csak 2012-től lesz verseny.

### Egyéb versenyek
- Az IndyCar vezérigazgatója Randy Bernard a szezonzáró versenyt vagy a Las Vegas Motor Speedway-en vagy a Kaliforniai Fontana-ban található Auto Club Speedway-en akarja rendezni. A NASCAR-hoz tartozó ISC (International Speedway Corporation) tulajdonában álló pályák vagyis a Chicagoland Speedway, Watkins Glen, Homestead és Kansas nem rendezhet jövőre IndyCar versenyt mert Bernard-nak elege lett abból, hogy az ISC pályák versenyei rendszeresen nagyon alacsony nézettségűek és veszteségesek.
- Az Edmonton-i verseny financiális problémák miatt törölve lett a 2011-es naptárból, majd később újból visszakerült immár egy másik vonalvezetést használva.

## Csapatok és versenyzőik
- Ezen a táblázaton csak a HIVATALOSAN BELEJENTETT versenyzők és csapatok szerepelnek. Minden csapat és versenyző Honda-motort, Firestone gumival ellátott autótót, Dallara kasztnit használ. A (R) ÚJONC VERSENYZŐT a KBJ pedig KÉSŐBB BEJELENTVE jelent.

| Csapat                            | #                   | Versenyzők                                             | Szponzor(ok)                                          | Versenyek                                                     | Egyéb megjegyzések |
| --------------------------------- | ------------------- | ------------------------------------------------------ | ----------------------------------------------------- | ------------------------------------------------------------- | --- |
| Chip Ganassi Racing               | 9                   | Scott Dixon                                            | Target                                                | Mind                                                          | |
| Chip Ganassi Racing               | 10                  | Dario Franchitti                                       | Target                                                | Mind                                                          | |
| Chip Ganassi Racing               | 38                  | Graham Rahal                                           | Service Central                                       | Mind                                                          | |
| Chip Ganassi Racing               | 83                  | Charlie Kimball (R)                                    | Novo Nordisk                                          | Mind                                                          | |
| Team Penske                       | 3                   | Hélio Castroneves                                      | Shell/AAA/Cerveja Itaipava/GuidePont Systems          | Mind                                                          | |
| Team Penske                       | 6                   | Ryan Briscoe                                           | Izod/PPG/Penske Truck Rental/GuidePoint Systems       | Mind                                                          | |
| Team Penske                       | 12                  | Will Power                                             | Verizon Wireless                                      | Mind                                                          | |
| Andretti Autosport                | 7                   | Danica Patrick                                         | GoDaddy.com                                           | Mind                                                          | |
| Andretti Autosport                | 26                  | Marco Andretti                                         | Venom Energy Drink/Dr. Pepper                         | Mind                                                          | |
| Andretti Autosport                | 27                  | Mike Conway                                            | Dr. Pepper/7-Eleven/GoDaddy.com/DHL/Sun Srop          | Mind                                                          | Nem tudta kvalifikálni magát az Indy 500-ra. |
| Andretti Autosport                | 28                  | Ryan Hunter-Reay                                       | DHL/Sun Srop/Circle K/GoDaddy.com                     | Mind                                                          | Nem tudta kvalifikálni magát az Indy 500-ra. |
| Andretti Autosport                | 43                  | John Andretti                                          | Window World                                          | 5                                                             | Együttműködésben a Richard Petty Motorsports csapattal. |
| Panther Racing                    | 4                   | J. R. Hildebrand (R)                                   | U.S. National Guard                                   | Mind                                                          | |
| Panther Racing                    | 44                  | Buddy Rice                                             | Fuzzy's Vodka                                         | 5, 16-17                                                      | |
| Dreyer & Reinbold Racing          | 11                  | Davey Hamilton                                         | Hewlett-Packard                                       | 5-6, 17                                                       | |
| Dreyer & Reinbold Racing          | 22                  | Justin Wilson                                          | Z-Line Designs/Dad's Root Beer/Walmart                | 1-10                                                          | Wilson hátsérülést szenvedett az egyik Mid-Ohioi szabadedzésen.                                                                                             |
| Dreyer & Reinbold Racing          | 22                  | Simon Pagenaud                                         | Roll Coater                                           | 11                                                            | Mid-Ohio-ban helyettesítette Wilson-t. |
| Dreyer & Reinbold Racing          | 22                  | Tomas Scheckter                                        | MoveThatBlock.com                                     | 12                                                            | Loudon-ban helyettesítette Wilson-t. |
| Dreyer & Reinbold Racing          | 22                  | Giorgio Pantano                                        | TranSystemsZ-Line Designs/Dad's Root Beer/Wix Filters | 13-15                                                         | Sonoma és Motegi között helyettesítette Wilson-t. |
| Dreyer & Reinbold Racing          | 22                  | Townsend Bell                                          | Valspar/Dad's Root Beer                               | 16-17                                                         | Kentucky-ban és Las Vegas-ban helyettesítette Wilson-t. |
| Dreyer & Reinbold Racing          | 23                  | Paul Tracy                                             | Wix Filters                                           | 5                                                             | |
| Dreyer & Reinbold Racing          | 24                  | Ana Beatriz                                            | Petroleo Ipiranga/Lubrizol                            | 1, 3-17                                                       | Beatriz csuklótörést szenvedett a St.Petersburg-i versenyen, Pagenaud helyettesítette Barber-ban.                                                           |
| Dreyer & Reinbold Racing          | 24                  | Simon Pagenaud (R)                                     | Team Ipiranga/BlazeMaster                             | 2                                                             | Beatriz csuklótörést szenvedett a St.Petersburg-i versenyen, Pagenaud helyettesítette Barber-ban.                                                           |
| A. J. Foyt Enterprises            | 14                  | Vitor Meira                                            | ABC Supply Company                                    | Mind                                                          | |
| A. J. Foyt Enterprises            | 41                  | Bruno Junqueira                                        | ABC Supply Company                                    | 5                                                             | Junqueira indult volna eredetileg de Michael Andretti és A.J. Foyt megállapodásámak értelmében Junqueira autójával Hunter-Reay versenyzett a futamon.       |
| A. J. Foyt Enterprises            | 41                  | Ryan Hunter-Reay                                       | ABC Supply Company                                    | 5                                                             | Junqueira indult volna eredetileg de Michael Andretti és A.J. Foyt megállapodásámak értelmében Junqueira autójával Hunter-Reay versenyzett a futamon.       |
| Sam Schmidt Motorsport            |                     |                                                        |                                                       |                                                               | |
| 17                                | Martin Plowman (R)  | Snowball Express/Magnum Boots/Advantica/Freem/KEP      | 11, 13-14                                             | Együttműködésben az AFS Racing és Kingdom Racing csapatokkal. | |
| 17                                | Hideki Mutoh        | Formula Dream                                          | 15                                                    | Együttműködésben az AFS Racingel.                             | |
| 17                                | Wade Cunningham     | Air Ride Palle                                         | 16-17                                                 | Együttműködésben az AFS Racingel.                             | |
| 77                                | Alex Tagliani       | Bowers & Wilkins                                       | 1-15                                                  |                                                               | |
| 77                                | Dan Wheldon         | Bowers & Wilkins                                       | 16-17                                                 |                                                               | |
| 88                                | Jay Howard          | Service Central                                        | 5-6                                                   | Együttműködésben a Rahal Letterman Laningan Racing csapattal. | |
| 99                                | Townsend Bell       | Herbalife/Schmidt Pelfrey Racing                       | 5                                                     |                                                               | |
| 99                                | Wade Cunningham (R) | Creatherm/Mobile Drill International/Zephyr Technology | 6                                                     |                                                               | |
| KV Racing Technology – Lotus      | 5                   | Szató Takuma                                           | Lotus Cars/Panasonic/MonaVie                          | Mind                                                          | |
| KV Racing Technology – Lotus      | 59                  | E. J. Viso                                             | Lotus Cars/PDVSA                                      | Mind                                                          | |
| KV Racing Technology – Lotus      | 82                  | Tony Kanaan                                            | Lotus Cars/Geico/Cerveja Itaipava                     | Mind                                                          | |
| Dale Coyne Racing                 | 18                  | James Jakes (R)                                        | Acorn Stairlifts/Boy Scouts of America                | Mind                                                          | |
| Dale Coyne Racing                 | 19                  | Sebastien Bourdais                                     | Boy Scouts of America                                 | 1-4, 9-11, 13-15                                              | Nem indult St.Petersburg-ben, mert az autót összetörte a bemelegítésen és nem lehetett megjavítani.                                                         |
| Dale Coyne Racing                 | 19                  | Alex Lloyd                                             | Boy Scouts of America                                 | 5-8, 12, 16-17                                                | |
| Newman/Haas Racing                | 2                   | Oriol Servià                                           | Telemundo/CDW                                         | Mind                                                          | #02-es rajtszámot használt St.Pete-ben. |
| Newman/Haas Racing                | 06                  | James Hinchcliffe                                      | Eric Sprott & Sprott Inc.                             | 2-17                                                          | |
| HVM Racing                        | 78                  | Simona de Silvestro                                    | Entergy/Purdue University                             | 1-12, 14-17                                                   | Nem indult Iowa-ban sérülés miatt. Vízumproblémák miatt nem tudott belépni az Egyesült Államokba ezért Simon Pagenaud helyettesítette a Sonoma-i versenyen. |
| HVM Racing                        | 78                  | Simon Pagenaud (R)                                     | Entergy/Purdue University                             | 13                                                            | |
| Conquest Racing                   | 34                  | Sebastian Saavedra (R)                                 | Bogota es Mundial                                     | 1-14, 17                                                      | Nem tudta kvalifikálni magát az Indy 500-ra. |
| Conquest Racing                   | 34                  | João Paulo de Oliveira (R)                             | Ceremony Group                                        | 15                                                            | |
| Conquest Racing                   | 34                  | Dillon Battistini (R)                                  |                                                       | 16                                                            | |
| Conquest Racing                   | 36                  | Pippa Mann (R)                                         | Loctite/Armando Montelongo                            | 5                                                             | |
| Nem teljes szezont futó csapatok. |                     |                                                        |                                                       |                                                               | |
| AFS Racing                        | 17                  | Raphael Matos                                          | Automatic Fire Sprinklers                             | 1-5                                                           | Nem tudta kvalifikálni magát az Indy 500-ra. |
| Dragon Racing                     | 8                   | Paul Tracy                                             | Ralphs/Motegi Wheels/Make-A-Wish Foundation           | 3, 6, 9-10, 17                                                | |
| Dragon Racing                     | 8                   | Ho-Pin Tung (R)                                        | Mouser Electronics                                    | 5                                                             | Baleset miatt nem tudta kvalifikálni magát az Indy 500-ra, együttműködésben a Sam Schmidt Motorsports-szal.                                                 |
| Dragon Racing                     | 20                  | Scott Speed (R)                                        | Fuzzy's Vodka/Vizio                                   | 5                                                             | Carpentier próbálta kvalifikálni Speed autóját az Indy 500-ra, miután Speed nem tudott részt venni a Pole Day-en, de nem tudta kvalifikálni az autót.       |
| Dragon Racing                     | 20                  | Patrick Carpentier                                     | Fuzzy's Vodka/Vizio                                   | 5                                                             | Carpentier próbálta kvalifikálni Speed autóját az Indy 500-ra, miután Speed nem tudott részt venni a Pole Day-en, de nem tudta kvalifikálni az autót.       |
| Dragon Racing                     | 88                  | Ho-Pin Tung (R)                                        | Mouser Electronics                                    | 13                                                            | Együttműködésben a Sam Schmidt Motorsports-szal. |
| Sarah Fisher Racing               | 57                  | Tomas Scheckter                                        | Angie's List                                          | 17                                                            | |
| Sarah Fisher Racing               | 67                  | Ed Carpenter                                           | Dollar General                                        | 5-8, 11-14, 16-17                                             | |
| Rahal Letterman Laningan Racing   | 15                  | Jay Howard                                             | Service Central                                       | 17                                                            | |
| Rahal Letterman Laningan Racing   | 30                  | Bertrand Baguette                                      | Royal Automobile Club of Belgium                      | 5                                                             | |
| Rahal Letterman Laningan Racing   | 30                  | Pippa Mann (R)                                         | National Tire and Battery/Big O Tires                 | 12, 16-17                                                     | Sérülés miatt nem indult Loudon-ban. |
| Bryan Herta Autosport             | 98                  | Dan Wheldon                                            | William Rast/Curb Records                             | 5                                                             | |
| Bryan Herta Autosport             | 98                  | Alex Tagliani                                          | William Rast/Bowers & Wilkins                         | 17                                                            | |
| SH Racing                         | 07                  | Tomas Scheckter                                        | REDLINE Xtreme Energy Drink                           | 5, 14                                                         | Indy 500-on együttműködésben a Lotus KV Racing Technology csapattal, Baltimore-ban együttműködésben a Dreyer & Reinbold Racing csapattal.                   |

## Versenyeredmények
| Forduló | Verseny       | Pole Pozíció     | Leggyorsabb kör                                      | Legtöbb kör az élen                                  | Győztes versenyző                                    | Győztes csapat                                       | Összefoglaló |
| ------- | ------------- | ---------------- | ---------------------------------------------------- | ---------------------------------------------------- | ---------------------------------------------------- | ---------------------------------------------------- | ------------ |
| 1.      | St. Pete      | Will Power       | Hélio Castroneves                                    | Dario Franchitti                                     | Dario Franchitti                                     | Chip Ganassi Racing                                  | Összefoglaló |
| 2.      | Barber        | Will Power       | Scott Dixon                                          | Will Power                                           | Will Power                                           | Team Penske                                          | Összefoglaló |
| 3.      | Long Beach    | Will Power       | Dario Franchitti                                     | Ryan Briscoe                                         | Mike Conway                                          | Andretti Autosport                                   | Összefoglaló |
| 4.      | São Paulo     | Will Power       | Simona de Silvestro                                  | Will Power                                           | Will Power                                           | Team Penske                                          | Összefoglaló |
| 5.      | Indianapolis  | Alex Tagliani    | Dario Franchitti                                     | Scott Dixon                                          | Dan Wheldon                                          | Bryan Herta Autosport                                | Összefoglaló |
| 6.      | Texas         | Alex Tagliani    | E.J. Viso                                            | Dario Franchitti                                     | Dario Franchitti                                     | Chip Ganassi Racing                                  | Összefoglaló |
| 6.      | Texas         | Tony Kanaan      | Scott Dixon                                          | Will Power                                           | Will Power                                           | Team Penske                                          | Összefoglaló |
| 7.      | Milwaukee     | Dario Franchitti | Dario Franchitti                                     | Dario Franchitti                                     | Dario Franchitti                                     | Chip Ganassi Racing                                  | Összefoglaló |
| 8.      | Iowa          | Szató Takuma     | Alex Tagliani                                        | Dario Franchitti                                     | Marco Andretti                                       | Andretti Autosport                                   | Összefoglaló |
| 9.      | Toronto       | Will Power       | Justin Wilson                                        | Will Power                                           | Dario Franchitti                                     | Chip Ganassi Racing                                  | Összefoglaló |
| 10.     | Edmonton      | Szató Takuma     | Sebastien Bourdais                                   | Will Power                                           | Will Power                                           | Team Penske                                          | Összefoglaló |
| 11.     | Mid-Ohio      | Scott Dixon      | Scott Dixon                                          | Scott Dixon                                          | Scott Dixon                                          | Chip Ganassi Racing                                  | Összefoglaló |
| 12.     | New Hampshire | Dario Franchitti | Scott Dixon                                          | Dario Franchitti                                     | Ryan Hunter-Reay                                     | Andretti Autosport                                   | Összefoglaló |
| 13.     | Sonoma        | Will Power       | Will Power                                           | Will Power                                           | Will Power                                           | Team Penske                                          | Összefoglaló |
| 14.     | Baltimore     | Will Power       | Will Power                                           | Will Power                                           | Will Power                                           | Team Penske                                          | Összefoglaló |
| 15.     | Motegi        | Scott Dixon      | Giorgio Pantano                                      | Scott Dixon                                          | Scott Dixon                                          | Chip Ganassi Racing                                  | Összefoglaló |
| 16.     | Kentucky      | Will Power       | Ed Carpenter                                         | Dario Franchitti                                     | Ed Carpenter                                         | Sarah Fisher Racing                                  | Összefoglaló |
| 17.     | Las Vegas     | Tony Kanaan      | A versenyt 13 kör után leállították, később törölték | A versenyt 13 kör után leállították, később törölték | A versenyt 13 kör után leállították, később törölték | A versenyt 13 kör után leállították, később törölték | Összefoglaló |

## Végeredmény

### Összetett
| 1       | Dario Franchitti       | 1*  | 3   | 3   | 4   | 9    | 12   | 1*  | 7   | 1*  | 5*  | 1   | 3   | 2   | 20* | 4   | 4   | 8   | 2*  | C    | 573 |
| 2       | Will Power             | 2   | 1*  | 10  | 1*  | 5    | 14   | 3   | 1*  | 4   | 21  | 24* | 1*  | 14  | 5   | 1*  | 1*  | 2   | 19  | C    | 555 |
| 3       | Scott Dixon            | 16  | 2   | 18  | 12  | 2    | 5*   | 2   | 2   | 7   | 3   | 2   | 23  | 1*  | 3   | 5   | 5   | 1*  | 3   | C    | 518 |
| 4       | Oriol Servià           | 9   | 5   | 6   | 5   | 3    | 6    | 21  | 15  | 3   | 14  | 12  | 22  | 8   | 2   | 11  | 2   | 5   | 6   | C    | 425 |
| 5       | Tony Kanaan            | 3   | 6   | 8   | 22  | 23   | 4    | 11  | 5   | 19  | 2   | 26  | 4   | 5   | 22  | 28  | 3   | 17  | 17  | C    | 367 |
| 6       | Ryan Briscoe           | 18  | 21  | 2*  | 3   | 27   | 27   | 6   | 3   | 11  | 6   | 7   | 10  | 16  | 8   | 3   | 14  | 20  | 8   | C    | 364 |
| 7       | Ryan Hunter-Reay       | 21  | 14  | 23  | 18  | DNQ1 | 23   | 19  | 9   | 26  | 8   | 3   | 7   | 3   | 1   | 10  | 8   | 24  | 5   | C    | 347 |
| 8       | Marco Andretti         | 24  | 4   | 26  | 14  | 28   | 9    | 13  | 6   | 13  | 1   | 4   | 14  | 7   | 24  | 24  | 25  | 3   | 27  | C    | 337 |
| 9       | Graham Rahal           | 17  | 18  | 13  | 2   | 30   | 3    | 9   | 30  | 2   | 15  | 13  | 25  | 24  | 26  | 8   | 10  | 12  | 12  | C    | 320 |
| 10      | Danica Patrick         | 12  | 17  | 7   | 23  | 26   | 10   | 16  | 8   | 5   | 10  | 19  | 9   | 21  | 6   | 21  | 6   | 11  | 10  | C    | 314 |
| 11      | Hélio Castroneves      | 20  | 7   | 12  | 21  | 16   | 17   | 10  | 4   | 9   | 7   | 17  | 2   | 19  | 17  | 2   | 17  | 22  | 29  | C    | 312 |
| 12      | James Hinchcliffe      |     | 24  | 4   | 9   | 13   | 29   | 20  | 19  | 6   | 9   | 14  | 15  | 20  | 4   | 7   | 24  | 15  | 4   | C    | 302 |
| 13      | Szató Takuma           | 5   | 16  | 21  | 8   | 10   | 33   | 5   | 12  | 8   | 19  | 20  | 21  | 4   | 7   | 18  | 18  | 10  | 15  | C    | 297 |
| 14      | J. R. Hildebrand       | 11  | 13  | 17  | 10  | 12   | 2    | 23  | 18  | 21  | 4   | 8   | 11  | 25  | 21  | 23  | 19  | 7   | 20  | C    | 296 |
| 15      | Alex Tagliani          | 6   | 15  | 5   | 19  | 1    | 28   | 4   | 14  | 18  | 16  | 23  | 17  | 6   | 19  | 20  | 7   | 4   |     | C    | 296 |
| 16      | Vitor Meira            | 8   | 12  | 9   | 17  | 11   | 15   | 8   | 11  | 24  | 18  | 5   | 12  | 10  | 10  | 22  | 9   | 25  | 16  | C    | 287 |
| 17      | Mike Conway            | 23  | 22  | 1   | 6   | DNQ  | DNQ  | 24  | 17  | 12  | 24  | 22  | 8   | 26  | 25  | 16  | 23  | 9   | 18  | C    | 260 |
| 18      | E. J. Viso             | 19  | 23  | 25  | 13  | 18   | 32   | 7   | 10  | 20  | 17  | 9   | 20  | 15  | 12  | 9   | 15  | 21  | 23  | C    | 241 |
| 19      | Charlie Kimball        | 22  | 10  | 24  | 16  | 29   | 13   | 30  | 23  | 14  | 22  | 21  | 19  | 11  | 9   | 26  | 21  | 23  | 13  | C    | 233 |
| 20      | Simona de Silvestro    | 4   | 9   | 20  | 20  | 24   | 31   | 26  | 27  | 25  | DNS | 10  | 24  | 12  | 16  |     | 12  | 14  | 25  | C    | 225 |
| 21      | Ana Beatriz            | 14  |     | 19  | 24  | 33   | 21   | 22  | 22  | 17  | 23  | 11  | 13  | 17  | 14  | 13  | 16  | 19  | 24  | C    | 212 |
| 22      | James Jakes            | 15  | 25  | 15  | 15  | DNQ  | DNQ  | 25  | 28  | 15  | 25  | 18  | 18  | 23  | 18  | 19  | 27  | 13  | 21  | C    | 189 |
| 23      | Sébastien Bourdais     | DNS | 11  | 27  | 26  |      |      |     |     |     |     | 6   | 6   | 9   |     | 6   | 28  | 6   |     |      | 188 |
| 24      | Justin Wilson          | 10  | 19  | 22  | 7   | 20   | 16   | 17  | 21  | 10  | 12  | 15  | 5   | Wth |     |     |     |     |     |      | 183 |
| 25      | Sebastián Saavedra     | 13  | 26  | 14  | 11  | DNQ  | DNQ  | 28  | 29  | 23  | 20  | 25  | 16  | 27  | 15  | 14  | 13  |     |     | C    | 178 |
| 26      | Ed Carpenter           |     |     |     |     | 8    | 11   | 18  | 16  | 16  | 11  |     |     | 22  | 11  | 25  | 20  |     | 1   | C    | 175 |
| 27      | Alex Lloyd             |     |     |     |     | 31   | 19   | 14  | 24  | 22  | 13  |     |     |     | 13  |     |     |     | 26  | C    | 85  |
| 28      | Dan Wheldon            |     |     |     |     | 6    | 1    |     |     |     |     |     |     |     |     |     |     |     | 14  | C²   | 75  |
| 29      | Paul Tracy             |     |     | 16  |     | 25   | 25   | 12  | 13  |     |     | 16  | 26  |     |     |     |     |     |     | C    | 68  |
| 30      | Raphael Matos          | 7   | 20  | 11  | 25  | DNQ  | DNQ  |     |     |     |     |     |     |     |     |     |     |     |     |      | 67  |
| 31      | Simon Pagenaud         |     | 8   |     |     |      |      |     |     |     |     |     |     | 13  |     | 15  |     |     |     |      | 56  |
| 32      | Tomas Scheckter        |     |     |     |     | 22   | 8    |     |     |     |     |     |     |     | 23  |     | 22  |     |     | C    | 52  |
| 33      | Martin Plowman         |     |     |     |     |      |      |     |     |     |     |     |     | 18  |     | 12  | 11  |     |     |      | 49  |
| 34      | Buddy Rice             |     |     |     |     | 7    | 18   |     |     |     |     |     |     |     |     |     |     |     | 9   | C    | 42  |
| 35      | Townsend Bell          |     |     |     |     | 4    | 26   |     |     |     |     |     |     |     |     |     |     |     | 11  | C    | 40  |
| 36      | Giorgio Pantano        |     |     |     |     |      |      |     |     |     |     |     |     |     |     | 17  | 26  | 16  |     |      | 37  |
| 37      | Wade Cunningham        |     |     |     |     |      |      | 29  | 26  |     |     |     |     |     |     |     |     |     | 7   | C    | 36  |
| 38      | Pippa Mann             |     |     |     |     | 32   | 20   |     |     |     |     |     |     |     | DNS |     |     |     | 22  | C    | 32  |
| 39      | Bertrand Baguette      |     |     |     |     | 14   | 7    |     |     |     |     |     |     |     |     |     |     |     |     |      | 30  |
| 40      | Jay Howard             |     |     |     |     | 21   | 30   | 15  | 20  |     |     |     |     |     |     |     |     |     |     | C    | 27  |
| 41      | Davey Hamilton         |     |     |     |     | 15   | 24   | 27  | 25  |     |     |     |     |     |     |     |     |     |     | C    | 26  |
| 42      | John Andretti          |     |     |     |     | 17   | 22   |     |     |     |     |     |     |     |     |     |     |     |     |      | 16  |
| 43      | Hideki Mutoh           |     |     |     |     |      |      |     |     |     |     |     |     |     |     |     |     | 18  |     |      | 12  |
| 44      | João Paulo de Oliveira |     |     |     |     |      |      |     |     |     |     |     |     |     |     |     |     | 26  |     |      | 10  |
| 45      | Ho-Pin Tung            |     |     |     |     | DNQ  | DNQ  |     |     |     |     |     |     |     |     | 27  |     |     |     |      | 10  |
| 46      | Dillon Battistini      |     |     |     |     |      |      |     |     |     |     |     |     |     |     |     |     |     | 28  |      | 10  |
| 47      | Bruno Junqueira        |     |     |     |     | 19   | Wth1 |     |     |     |     |     |     |     |     |     |     |     |     |      | 4   |
|         | Patrick Carpentier     |     |     |     |     | DNQ  | DNQ  |     |     |     |     |     |     |     |     |     |     |     |     |      | 0   |
|         | Scott Speed            |     |     |     |     | DNQ  | DNQ  |     |     |     |     |     |     |     |     |     |     |     |     |      | 0   |
| Pozíció | Pilóta                 | STP | ALA | LBH | SAO | QL   | 500  | V1  | V2  | MIL | IOW | TOR | EDM | MDO | NHA | SNM | BAL | MOT | KTY | LSV² | Pts |
| Pozíció | Pilóta                 | STP | ALA | LBH | SAO | INDY | INDY | TXS | TXS | MIL | IOW | TOR | EDM | MDO | NHA | SNM | BAL | MOT | KTY | LSV² | Pts |

| Color      | Result                          |
| ---------- | ------------------------------- |
| Gold       | Győztes                         |
| Silver     | Második                         |
| Bronze     | Harmadik                        |
| Green      | 4-5. hely                       |
| Light Blue | 6-10. hely                      |
| Dark Blue  | Célbaért (10.-nél rosszabb)     |
| Purple     | Nem ért célba                   |
| Red        | Nem kvalifikált (DNQ)           |
| Brown      | Visszalépett (Wth)              |
| Black      | Kizárva (DSQ)                   |
| White      | Nem indult (DNS)                |
| Blank      | Nem gyakorolt participate (DNP) |
| Blank      | Not competing                   |

| In-line notation |                                                 |
| Bold             | Pole Pozíció (1 pont) Kivéve: indianapolisi 500 |
| Italics          | Leggyorsabb kör                                 |
| *                | Legtöbb kör az élen (2 pont)                    |
| Év újonca        |                                                 |
| Újonc            |                                                 |

| Color      | Result                          |
| ---------- | ------------------------------- |
| Gold       | Győztes                         |
| Silver     | Második                         |
| Bronze     | Harmadik                        |
| Green      | 4-5. hely                       |
| Light Blue | 6-10. hely                      |
| Dark Blue  | Célbaért (10.-nél rosszabb)     |
| Purple     | Nem ért célba                   |
| Red        | Nem kvalifikált (DNQ)           |
| Brown      | Visszalépett (Wth)              |
| Black      | Kizárva (DSQ)                   |
| White      | Nem indult (DNS)                |
| Blank      | Nem gyakorolt participate (DNP) |
| Blank      | Not competing                   |

| In-line notation |                                                 |
| Bold             | Pole Pozíció (1 pont) Kivéve: indianapolisi 500 |
| Italics          | Leggyorsabb kör                                 |
| *                | Legtöbb kör az élen (2 pont)                    |
| Év újonca        |                                                 |
| Újonc            |                                                 |

Az alábbi szempontok alapján kapnak pontokat a versenyzők az adott futam után:
| Pozíció                  | 1  | 2  | 3  | 4  | 5  | 6  | 7  | 8  | 9  | 10 | 11 | 12 | 13 | 14 | 15 | 16 | 17 | 18 | 19 | 20 | 21 | 22 | 23 | 24 | 25 | 26 | 27 | 28 | 29 | 30 | 31 | 32 | 33 | 34 |
| ------------------------ | -- | -- | -- | -- | -- | -- | -- | -- | -- | -- | -- | -- | -- | -- | -- | -- | -- | -- | -- | -- | -- | -- | -- | -- | -- | -- | -- | -- | -- | -- | -- | -- | -- | -- |
| Egyéb versenyek          | 50 | 40 | 35 | 32 | 30 | 28 | 26 | 24 | 22 | 20 | 19 | 18 | 17 | 16 | 15 | 14 | 13 | 12 | 12 | 12 | 12 | 12 | 12 | 12 | 10 | 10 | 10 | 10 | 10 | 10 | 10 | 10 | 10 | 10 |
| Texas Twin 275 versenyek | 25 | 20 | 18 | 16 | 15 | 14 | 13 | 12 | 11 | 10 | 9  | 9  | 8  | 8  | 7  | 7  | 6  | 6  | 6  | 6  | 6  | 6  | 6  | 6  | 5  | 5  | 5  | 5  | 5  | 5  | 5  | 5  | 5  | 5  |
| Indy 500 időmérő         | 15 | 13 | 12 | 11 | 10 | 9  | 8  | 7  | 6  | 4  | 4  | 4  | 4  | 4  | 4  | 4  | 4  | 4  | 4  | 4  | 4  | 4  | 4  | 4  | 3  | 3  | 3  | 3  | 3  | 3  | 3  | 3  | 3  |    |

- Pluszpontokat kapnak a versenyzők az Indy 500 kvalifikáció után az eredménytől függően.
- Texas-ban két versenyt rendeznek egy napon és mindkét verseny után csak fél pontokat kapnak a versenyzők.
- Döntetlen állás esetén az dönt a bajnoki címről, hogy kinek van több győzelme, ha ez is döntetlen akkor kinek van több második és ha ez sem segít akkor kinek van több harmadik helyig és így tovább, majd a legvégén vizsgálják ugyanígy az időmérő eredményeket ha szükséges.
- Ha valaki kvalifikálja magát a futamra, de nem indul el akkor a utolsó pozícióért járó pontok felét kapja meg.

1 A #41-es autóban Junqueira indult volna eredetileg de Michael Andretti és A.J. Foyt megállapodásámak értelmében Junqueira autójával Hunter-Reay versenyzett a futamon.
1 A Las Vegas-i versenyen tizenöt autó karambolozott, Dan Wheldon-t kórházba szállították de később meghalt, a versenyt törölték, a többi versenyző később még ment 5 kört, hogy tisztelegjenek Dan Wheldon előtt, a csapattagok több száz méteres sorfalat állva tisztelegtek Wheldon előtt. Dan Wheldon 33 évet élt, nyugodjék békében.